# Charles Joseph Bonaparte
Charles Joseph Bonaparte (Baltimore, 9 de junho de 1851 – Condado de Baltimore, 28 de junho de 1921) foi um advogado e político norte-americano do Partido Republicano.

## Biografia
Bonaparte nasceu em Baltimore, Maryland, em 9 de junho de 1851, filho de Jérôme Napoléon Bonaparte e Susan May Williams. Era sobrinho-neto de Napoleão Bonaparte através de seu avô Jerônimo Bonaparte, irmão do imperador francês. Bonaparte estudou em uma escola francesa e depois particularmente até entrar na Harvard College. Em seguida ele cursou a Harvard Law School, formando-se em direito em 1874.
Bonaparte fundou Liga de Reforma de Baltimore e a Reforma do Serviço Civil, algo que lhe fez entrar em contato com Theodore Roosevelt, que então era o comissário do serviço civil de Nova Iorque. Os dois logo tornaram-se amigos. Bonaparte acabou nomeado por Roosevelt em 1905 para ser o novo Secretário da Marinha dos Estados Unidos. Ele defendeu a ideia de uma marinha maior enquanto o presidente preferia a ideia de uma marinha com navios maiores.
Ele no ano seguinte foi nomeado para o posto de Procurador-Geral, tornando-se um dos braços-direito de Roosevelt. Nesse cargo, Bonaparte fundou em 1908 o Bureau of Investigation (que posteriormente tornaria-se o FBI), contratando agentes especiais para servirem de força investigativa do Departamento de Justiça. Ele retornou para a advocacia em Baltimore em 1909 e morreu aos setenta anos em 28 de junho de 1921.